# مايكروسوفت إيدج
مايكروسوفت إيدج أو إيدج (بالإنجليزية: Microsoft Edge)‏ هو متصفح ويب من تطوير شركة مايكروسوفت الأمريكية مدمج في ويندوز 10 بمثابة وريث لبرنامج انترنت اكسبلورر الشهير الذي كان مضمنًا في اغلب نسخ ويندوز السابقة رغم أن مايكروسوفت أكدت أن إيدج برنامج منفصل.

## الميزات
- يعتبر أخف وأسرع بمراحل من شقيقه «إكسبلورر». ويتسم بالبساطة المتناهية.[7]
- لقد دمجت مايكروسوفت ميزة تدوين الملاحظات داخل المتصفح، الميزة التي تسمح للمستخدمين باستخدام القلم ومن ثم مشاركة الملاحظات والشروحات ودعم المُتصفح للرسم والكتابة مُباشرةً على صفحات الويب وذلك من خلال الأقلام الخاصّة بالكتابة على الشاشات اللمسية، حيث يُمكن كتابة المُلاحظات على صفحات الويب وإرسالها للأصدقاء أو الزملاء من خلال خدمة للمُلاحظات من مايكروسوفت تتيح مُشاركة الملفات عبر خدمتها السحابية “وَن كلاود”. ويُمكن لأي مُستخدم تتم مشاركة الصفحة معه، مُشاهدتها من خلال المُتصفح الخاص به مُرفقةً بالرسوم والمُلاحظات الموجودة عليها، حيث يُمكن للمُستخدمين الآخرين التعديل ومُشاركة تعديلاتهم مع الآخرين.[8]
- لقد دُمج المُساعد الرقمي الصوتي “كورتانا” الخاص بمايكروسوفت ضمن المتصفح، حيث تـُـظهر “كورتانا” المعلومات المتعلقة بحجوزات الطيران والفنادق ومُتابعة الشحنات وحالة الطقس وغير ذلك ضمن شريط العنوان الخاص بالمتصفح، مما يُسهل على المُستخدمين مُتابعة المعلومات الهامّة بسهولة. كما تسمح كورتانا أيضا بالتحكم بالمتصفح الجديد عبر الأوامر الصوتية مثل ”إجعل هذه صفحتي الأولى” و ”إذهب إلى الفيسبوك“.
- تتضمن بعض الميزات الأخرى طريقةً لتجميع التبويبات مع بعضها البعض بشكل يُخفف من ازدحام التبويبات في حال فتح الكثير منها، على سبيل المثال يُمكن للمُستخدم فصل التبويبات الشخصية عن التبويبات الخاصة.
- على عكس انترنت اكسبلورر، إيدج ليس برنامجا يعمل على الحاسوب الشخصي فقط، وإنما تطبيقا كونيا (Universal Application) يتوافق أيضا مع الحواسب اللوحية والهواتف الذكية، يتوفر المتصفح ضمن متجر تطبيقات ويندوز مما يتيح لمايكروسوفت إرسال التحديثات الخاصة بشكل أسرع وأسهل.
- إيدج مزود بخاصية «نمط المطالعة» التي تحذف كل الإعلانات والأقسام غير المهمة من صفحة الويب، وتسمح بالتالي بقراءتها مثل صفحة كتاب.
- كما يمكن لإيدج دعم الإضافات كما هو الحال بالنسبة لجوجل كروم أو موزيلا فايرفوكس.
- يعتبر إيدج هو المتصفح الرئيسي في "ويندوز 10″ إلا أن مايكروسوفت استمرت في توفير الدعم لإنترنت إكسبلورر لفترة معينة.

## الاستقبال

### الحصة السوقية
| إحصاءات لمتصفحات الكمبيوتر المكتبي/المحمول                                            | إحصاءات لمتصفحات الكمبيوتر المكتبي/المحمول | إحصاءات لمتصفحات الكمبيوتر المكتبي/المحمول | إحصاءات لمتصفحات الكمبيوتر المكتبي/المحمول | إحصاءات لمتصفحات الكمبيوتر المكتبي/المحمول |
| ------------------------------------------------------------------------------------- | ------------------------------------------ | ------------------------------------------ | ------------------------------------------ | ------------------------------------------ |
|                                                                                       |                                            |                                            |                                            |                                            |
| جوجل كروم                                                                             | جوجل كروم                                  |                                            | 66.6%                                      | 66.6%                                      |
| سفاري                                                                                 | سفاري                                      |                                            | 9.56%                                      | 9.56%                                      |
| مايكروسوفت أيدج                                                                       | مايكروسوفت أيدج                            |                                            | 9.22%                                      | 9.22%                                      |
| فايرفكس                                                                               | فايرفكس                                    |                                            | 8.49%                                      | 8.49%                                      |
| أوبرا                                                                                 | أوبرا                                      |                                            | 2.95%                                      | 2.95%                                      |
| إنترنت إكسبلورر                                                                       | إنترنت إكسبلورر                            |                                            | 1.08%                                      | 1.08%                                      |
|                                                                                       |                                            |                                            |                                            |                                            |
| الحصة السوقية من متصفحات الويب على الكمبيوتر الشخصي وفقًا لـ ستات كاونتر لديسمبر 2021. |                                            |                                            |                                            |                                            |